# Cladocarpus alatus
Cladocarpus alatus is een hydroïdpoliep uit de familie Aglaopheniidae. De poliep komt uit het geslacht Cladocarpus. Cladocarpus alatus werd in 1922 voor het eerst wetenschappelijk beschreven door Jarvis. 